# هربرت جیمز دراپر

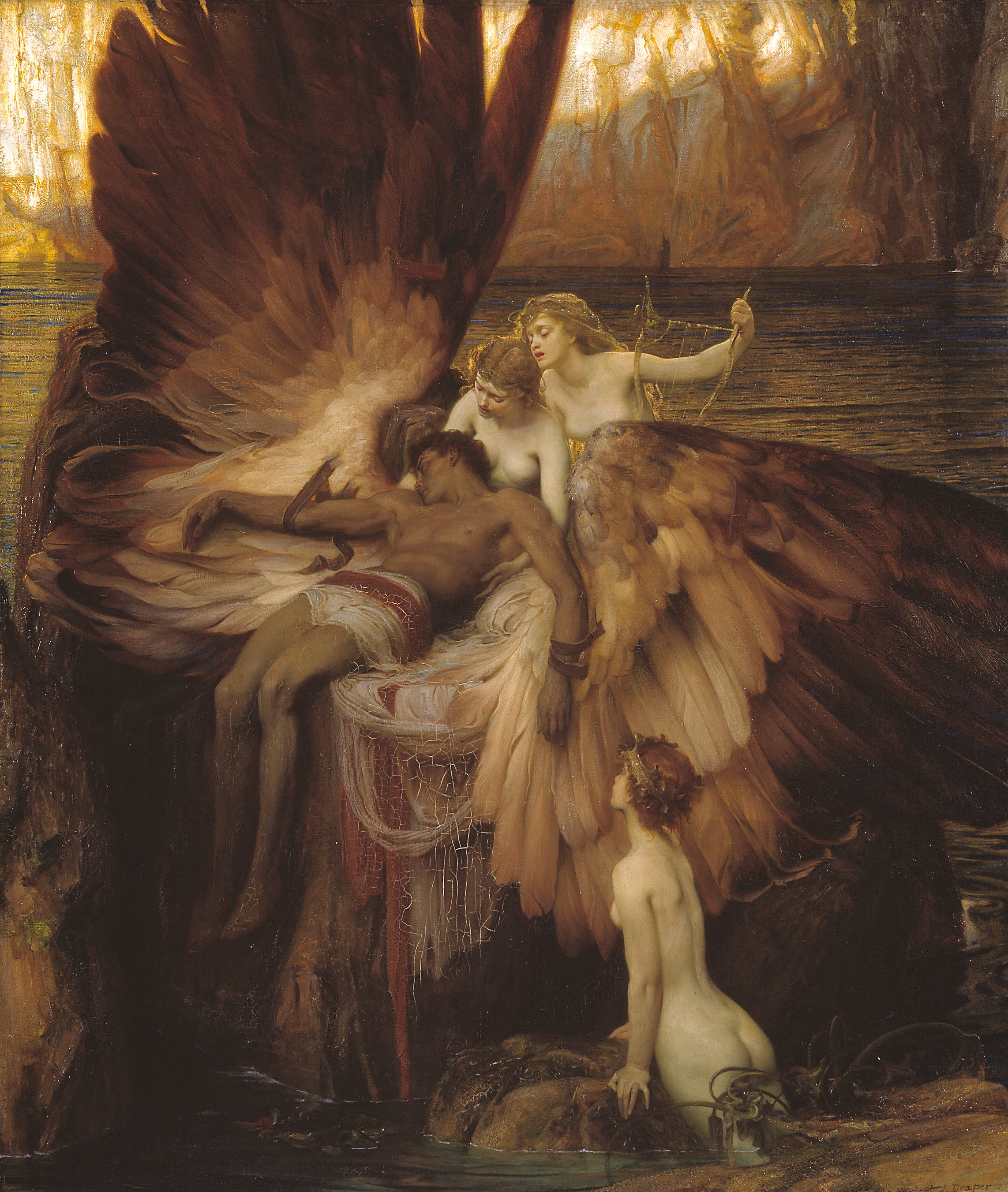
سوگواری برای ایکاروس.

هربرت جیمز دراپر (به انگلیسی: Herbert James Draper) (زاده ۱۸۶۳ - درگذشته ۲۲ سپتامبر ۱۹۲۰) نقاش انگلیسی در عصر ویکتوریا بود. او هنر را در آکادمی سلطنتی لندن آموخت و همچنین در فاصلهٔ سالهای ۱۸۸۸ تا ۱۸۹۲ سفرهای متعدد آموزشی را به رم و پاریس انجام داد. از سال ۱۸۹۰ او کار خویش را به عنوان تصویرگر آغاز نمود. در سال ۱۸۹۱ وی با همسرش آیدا ویلیامز ازدواج کرد، و از او صاحب فرزند دختری شد.
سال ۱۸۹۴، آغاز پرکارترین دورهٔ فعالیت هنری دراپر بود. کارهای او عمدتاً در زمینهٔ موضوعات و تم‌های اساطیری مربوط به یونان باستان متمرکز بودند. نقاشی او با نام «سوگواری برای ایکاروس» که در سال ۱۸۹۸ خلق شده بود، مدال طلای نمایشگاه بین‌المللی پاریس را در سال ۱۹۰۰ برنده شد.
اگرچه دراپر، نه عضو آکادمی سلطنتی لندن بود و نه وابستهٔ این آکادمی به شمار می‌آمد، وی در بخشی از نمایشگاههای سالانهٔ این آکادمی که از سال ۱۸۹۷ به بعد برگزار می‌شدند، شرکت داشت. دراپر در طول دوران زندگی خویش کاملاً مشهور بود و بعنوان یک نقاش پرتره شناخته می‌شد. محبوبیت او در آخرین سال‌های عمرش روی به نقصان گذاشت و کم رنگ شد و امروزه او تقریباً فراموش شده‌است.

## ادبیات

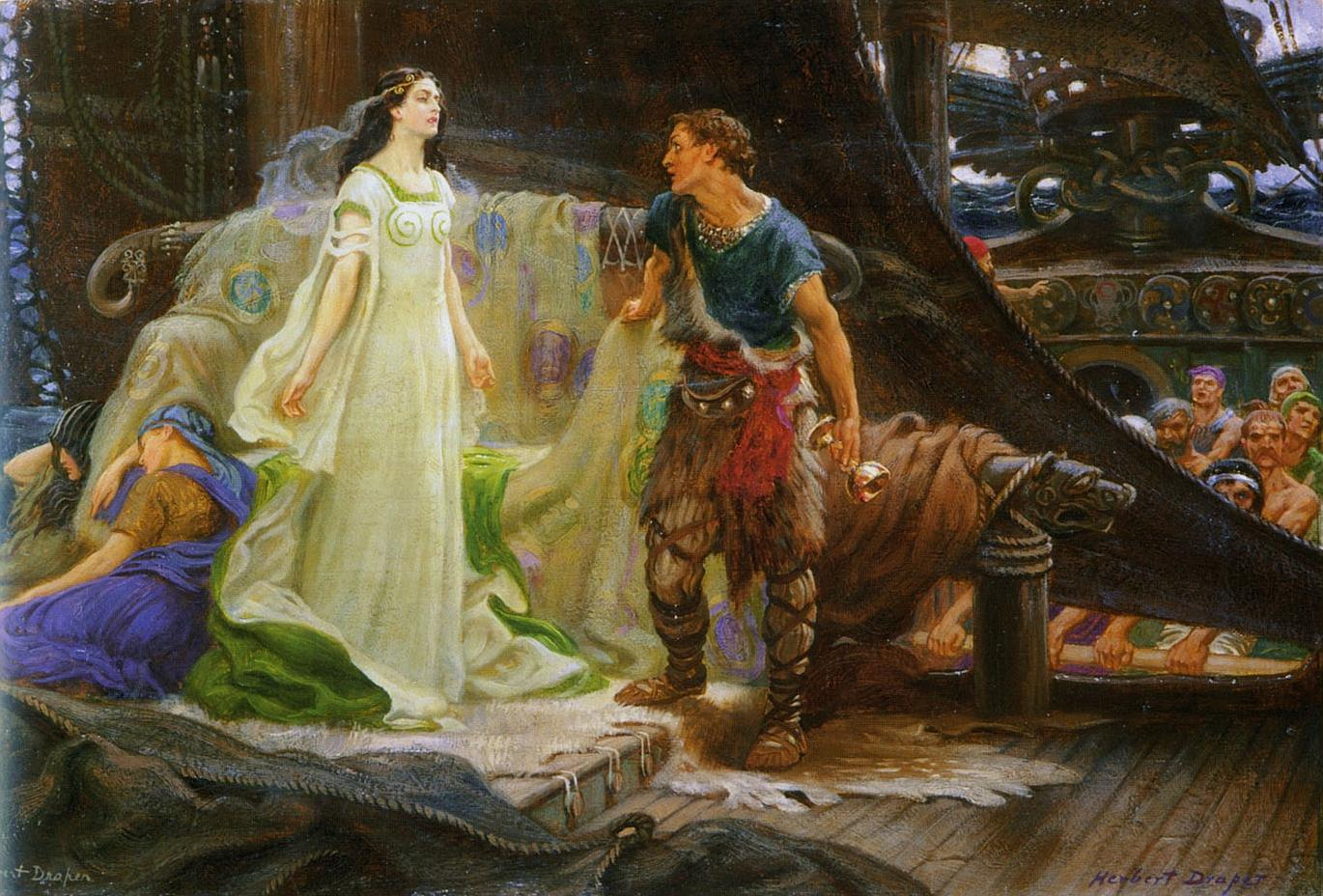
تریستان و ایزولد، اثر دراپر

درباره او کتابی با عنوان: دراپر، هربرت ۱۸۶۳-۱۹۲۰: شرح زندگی، توسط سیمون تال نوشته شده که توسط باشگاه جمع آوری عتیقه جات؛ در سال ۲۰۰۳ به چاپ رسیده است؛ شابک این کتاب: ۱-۸۵۱۴۹-۳۷۸-۶ می‌باشد.